# Samantha Prahalis
Samantha Prahalis est une joueuse américaine de basket-ball, née le 23 janvier 1990 à Commack (État de New York).

## Biographie
Après le lycée Commack, elle rejoint l'université d'Ohio State. Lors de son année freshman, elle débute les 35 rencontres des Buckeyes. Meilleure scoreuse (10,2), passeuse (5,8) et voleuse de balle (1,9) parmi les freshmen de la Big Ten, elle est nommée Freshman of the Year. En sophomore, elle intègre le meilleur cinq de la Big Ten selection. Elle est une des finalistes du Nancy Lieberman Award, trophée qui distingue la meilleure meneuse du pays, en sophomore, junior et senior. Elle est la quatrième Buckeye à passer la barre des 2 000 points, avec une moyenne atteignant 20,1 points en senior. En quatre ans à Ohio State, elle aligne en moyenne 15,2 points et établit un nouveau record de la Big Ten Conference avec 901 passes décisives. En 2007, elle participe à un tournoi de la sélection américaine des 17 ans et moins avec 9,0 points, 4,8 rebonds, 4,6 passes et 2,8 interceptions de moyennes personnelles. En 2008, elle remporte le Championnat des Amériques des 18 ans et moins à Buenos Aires avec 5 victoires pour 6,2 points, 3,4 passes et 2,0 interceptions de moyennes personnelles. En 2009, elle remporte le Mondial des 19 ans et moins à Bangkok avec 8 victoires pour un seul revers avec 10,7 points (dont 21 lors de la finale face à l'Espagne) 3,9 passes et 1,7 interception de moyennes personnelles. 
En 2012, elle est retenue en 6e choix de la draft. Malgré la pire bilan de l'histoire du Mercury, privé de ses stars Diana Taurasi, Penny Taylor et Candice Dupree et six rencontres manquées sur blessure, elle est nommée seconde meilleure rookie de la saison WNBA 2012 pour ses 11,5 points et 4,5 passes. Avec le retour de Diana Taurasi en 2013, elle accepte mal la baisse de son temps de jeu et est remerciée par le Mercury avant d'être engagée par Le Liberty.
Elle effectue sa première expérience à l'étranger en 2012-2013 en Israël pour le Maccabi Ramat Hen, mais ne peut honorer son contrat en raison d'une blessure. Elle signe la saison suivante avec le club roumain de Sepci (20,5 points, 5,2 rebonds et 5,3 passes décisives).
Engagée en pré-saison par le Dream d'Atlanta, elle n'est pas conservée pour la saison WNBA 2014, mais effectue une pige pour les Sparks de Los Angeles pour remplacer Kristi Toliver retenue par les qualifications de l'Euro 2015 avec l'équipe nationale slovaque. Elle quitte le club avant même le retour de Toliver après deux matches (zéro victoire, 4 points, 3 rebonds). Fin juillet 2014, elle signe pour la saison 2014-2015 avec le club russe de Energia Ivanovo, mais finit la saison avec en Turquie avec Mersin BSB avec des moyennes cumulées de 11,6 points, 3,6 rebonds et 3,0 passes décisives par rencontre. Durant l'été 2015, elle signe pour le club italien du CUS Cagliari.

## Clubs
- ? - 2008 :  Commack High School
- 2008-2012 :  Buckeyes d'Ohio State (NCAA)
- 2012-2013 :  Maccabi Ramat Hen
- 2013-2014 :  Sepci
- 2014-2015 :  Energia Ivanovo
- 2014-2015 :  Mersin BSB
- 2015- :  CUS Cagliari Pallacanestro

Championnat WNBA
- 2012-2013 :  Mercury de Phoenix
- 2013 :  Liberty de New York
- 2014 :  Sparks de Los Angeles

## Palmarès
- Médaille du Mondial U19 à Bangkok

## Distinctions individuelles
- WNBA All-Rookie Team (2012)
- Big Ten Player of the Year (2012)[2]
- First Team All-Big Team (2012)
- USBWA First Team All-America (2012)
- All-Big Ten Second Team (médias) (2011)
- Big Ten All-Tournament Team (2010, 2011)
- First Team All-Big Ten (2010)
- co-MVP Preseason WNIT (2010)
- Big Ten Freshman of the Year (2009)
- Second Team All-Big Ten (médias) (2009)
- WNBA All-Rookie Team 2012 [11]